# 德荣马乡
德荣马乡，是中华人民共和国四川省甘孜藏族自治州石渠县下辖的一个乡镇级行政单位。

## 行政区划
德荣马乡下辖以下地区：
谷恩村、龙仁村、扎马村和错茶村。